# نيكلاس مويساندر
نيكلاس مويساندر (Niklas Moisander؛ توركو، 29 سبتمبر 1985) لاعب كرة قدم فنلندي دولي يجيد اللعب في خط الدفاع . يلعب حاليا لصالح نادي أياكس أمستردام الهولندي منذ 2012 .

## روابط خارجية
- نيكلاس مويساندر على موقع الاتحاد الدولي (مؤرشف)  (الإنجليزية)
- نيكلاس مويساندر على موقع الاتحاد الأوربي (الإنجليزية)
- نيكلاس مويساندر على موقع إي إس بي إن إف سي (الإنجليزية)
- نيكلاس مويساندر على موقع قاعدة بيانات كرة القدم.إي يو (الإنجليزية)
- نيكلاس مويساندر على موقع بيانات كرة القدم. دي إي (الألمانية)
- نيكلاس مويساندر على موقع ناشيونال فوتبول تيمز (الإنجليزية)
- نيكلاس مويساندر على موقع Soccerbase.com (لاعب) (الإنجليزية)
- نيكلاس مويساندر على موقع Soccerway.com (الإنجليزية)
- نيكلاس مويساندر على موقع عالم كرة القدم.نت (الإنجليزية)
- نيكلاس مويساندر على موقع كووورة